# Шаповалов Віталій Володимирович
Віталій Володимирович Шаповалов (нар. 1 травня 1939, Юрківка, Ставищенський район, Київська область, Українська РСР — пом. 14 листопада 2017, Москва, Росія) — радянський та російський актор театру і кіно, заслужений артист РРФСР, народний артист Росії (1990).

## Життєпис
Олександр Трофімов народився 1 травня 1939 року в селі Юрківка, Ставищенський район, Київська область. Батько загинув у перші дні війни. Після війни сім'я переїхала у Хабаровськ на постійне місце проживання. У 1968 році закінчив Вище театральне училище ім. Б. Щукіна та вступив до трупи Театру на Таганці. 
У 1985 році перейшов у Театр «Современник», але через два роки повернувся назад до Театру на Таганці.

## Фільмографія
- 2003 — «Каменська-3» — вітчим Каменської
- 2002 — «Марш Турецького» — Кисельов
- 2002 — «Каменська-2» — вітчим Каменської
- 1989 — «Дежа Вю» — швейцар готелю
- 1984 — «Мертві душі» — Ноздрьов
- 1983 — «Петля» — Ян Янович
- 1981 — «Жінка у білому» — граф Фоско
- 1977 — «Рідні» — Павло Петрович Тарасов
- 1972 — «Літні сни» — Степан Григорович Козанець, чоловік голови Павлини